# Richard Parkes Bonington
Richard Parkes Bonington (25 de octubre de 1802 — 23 de septiembre de 1828) fue un pintor romántico inglés de paisajes. Fue uno de los artistas ingleses más influyentes de su época. La facilidad de su estilo estaba inspirada por los antiguos maestros, y aun así, la aplicación era enteramente moderna.

## Biografía
Richard Parkes Bonington nació en la ciudad de Arnold (Nottinghamshire), un suburbio de Nottingham en Inglaterra. Su padre fue, sucesivamente, carcelero, profesor de dibujo y fabricante de encajes, y su madre  maestra. Bonington aprendió de su padre la pintura a la acuarela, y expuso sus pinturas en la Academia de Arte de Liverpool a los once años de edad.
En 1817, la familia de Bonington se trasladó a Calais, en Francia donde su padre había establecido una factoría de encaje. A los quince años, Bonington comenzó a recibir lecciones del pintor François Louis Thomas Francia, quien le formó en la pintura a la acuarela inglesa.
En 1818, la familia se trasladó a París para abrir una tienda de venta al por menor de encaje. Fue en París donde conoció a Eugène Delacroix, de quien se hizo amigo. Trabajó durante un tiempo haciendo copias de paisajes holandeses y flamencos en el Louvre. 
Entre 1820 y 1822, acudió a la École des Beaux-Arts en París, donde estudió con Antoine-Jean Gros.
Fue por entonces cuando Bonington comenzó a realizar pequeños viajes para realizar esbozos en los suburbios de París y el campo alrededor de la capital, así como el norte de Francia (1821-1822). Especialmente en Normandía, realizó una serie de cuadros representando costas y puertos que resultaban evocadores. 

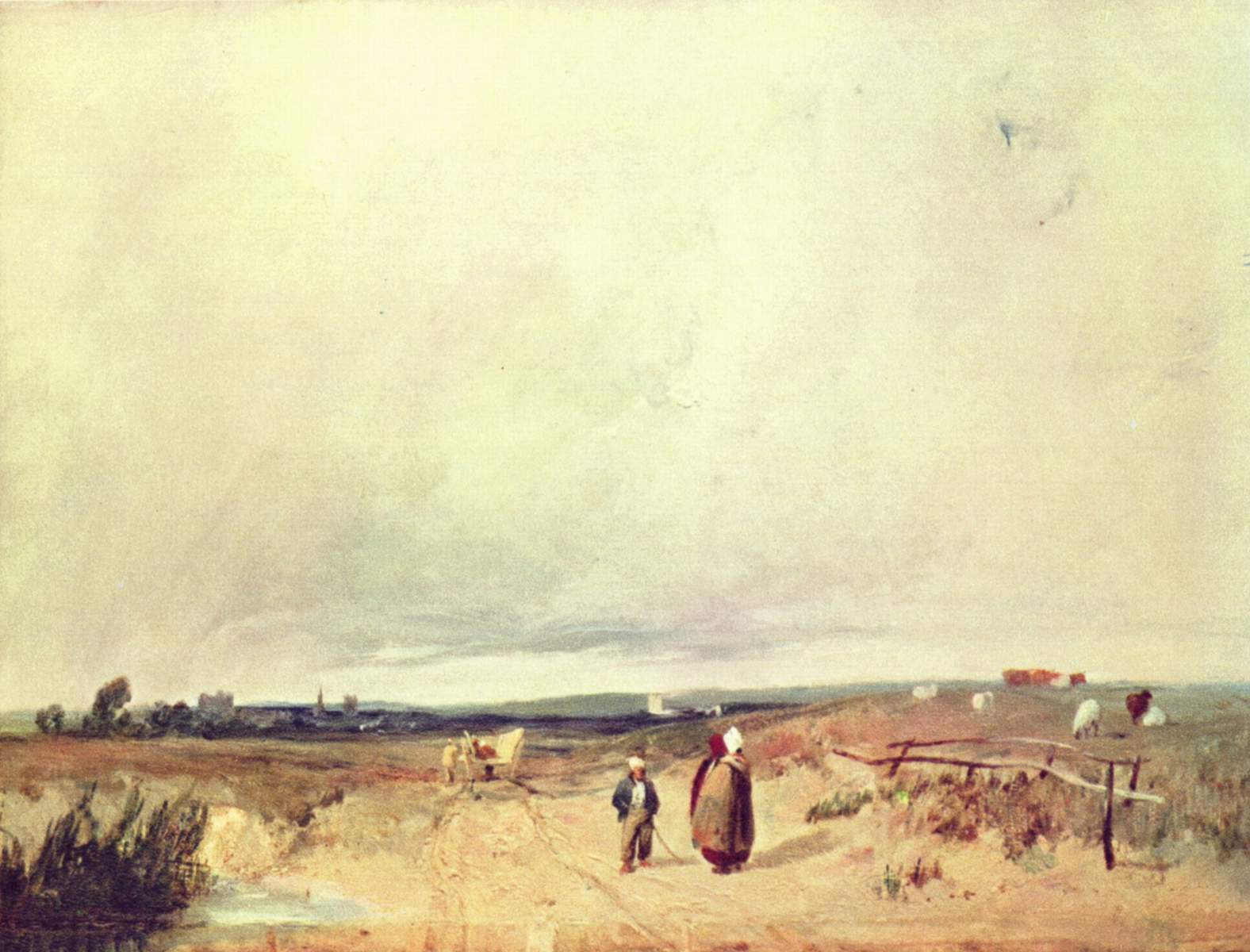
Normandía, h. 1823.

Sus primeros cuadros, dos acuarelas de Normandía, se expusieron en el Salón de París de 1822. Visitó Bélgica en 1823. En 1824, obtuvo una medalla de oro en el Salón de París, junto con John Constable y Anthony Vandyke Copley Fielding; había expuesto cuatro paisajes al óleo y una acuarela. Es ese año uno de los pintores que más despertó el interés de los círculos artísticos. También comenzó a cultivar la litografía, ilustrando en 1824 la obra del Barón Taylor titulada «Voyages pittoresques dans l'ancienne France» (Viajes pintorescos en la antigua Francia) y su propia serie sobre arquitectura, «Restes et Fragmens». 
A partir de 1825 viajó anualmente a Londres. Ese año viajó en compañía de Delacroix, con quien compartió estudio, aprendiendo Delacroix la técnica de acuarela de Bonington y formándose Bonington en los temas históricos y orientales.
El año 1826 es el más destacado de su carrera. Hizo un viaje a Italia. Visitó Venecia, donde le impresionaron las obras de Veronés y Canaletto. Especialmente despertó su interés la técnica y el colorido de los vedutistas. 
Bonington murió de tuberculosis el 23 de septiembre de 1828 en el número 29 de la calle Tottenham en Londres, cuando sólo tenía veinticinco años de edad. El 29 y 30 de junio de 1829 se vendieron en Sotheby's las obras de su estudio.

## Estilo

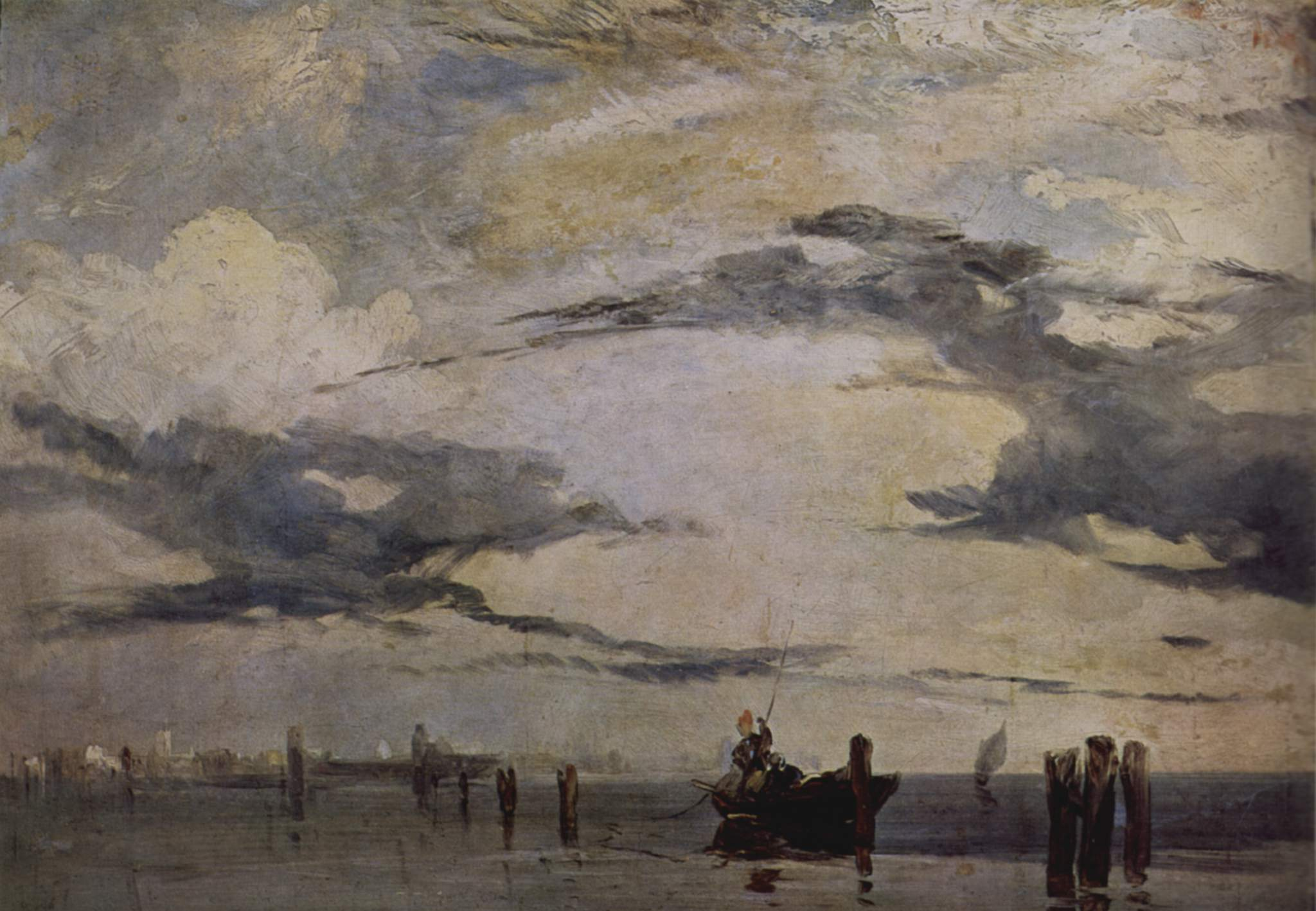
Vista de la laguna cerca de Venecia, 1827. Louvre.

Por influencia de Delacroix, también pintó temas históricos, pero destaca sobre todo como pintor paisajista. John Constable y él fueron los pintores paisajistas románticos ingleses que mayor éxito tuvieron en Francia. Sirve de nexo de unión entre el paisajismo inglés y el francés. 
Cultivó la pintura al óleo y la acuarela. Gracias a esta última, podía pintar del natural, siendo uno de los primeros pintores que realizó obras al aire libre. Aunque sus primeros paisajes a la acuarela parecen topográficos, siguiendo la tradición de Girtin, posteriormente fue haciéndose más coloreado y atrevido, interesándose por los efectos atmosféricos, especialmente por el cielo, que domina la composición de sus cuadros. Estudia la luz y, sobre todo, el color, brillante, luminoso. 
Tenía un estilo espontáneo y fresco. El cultivo de la acuarela hizo que, al pintar al óleo, tuviera una pincelada fluida. A veces, advertía Delacroix, era «llevado de su propio virtuosismo». Su técnica naturalista anticipa claramente el naturalismo posterior. Se aprecia su influencia en pintores posteriores, como algunos de la Escuela de Barbizon. A través de la obra de una serie de artistas (Isabey, Boudin, Jongkind), llega a influir en impresionistas como Monet.
No hay valoración de su obra mejor ni más sentida que la que hizo Delacroix en una carta a Théophile Thoré en 1861, y que, en extracto, dice:

Cuando yo lo encontré por vez primera, yo también era muy joven y estaba haciendo estudios en el Louvre: esto fue sobre 1816 o 1817... Ya en este género (la acuarela), que era por entonces una novedad inglesa, tenía una habilidad sorprendente... En mi opinión, uno puede encontrar en otros artistas modernos cualidades de fuerza y precisión en la representación que son superiores a las de las pinturas de Bonington, pero nadie en esta escuela moderna, y quizá tampoco antes, ha poseído esa ligereza de toque que, especialmente en las acuarelas, hace de sus obras un tipo de diamante que favorece y embelesa el ojo, independientemente de cualquier tema y cualquier imitación.
Su nombre era Richard Parkes Bonington. Todos lo queríamos. A veces le decía: «Eres un rey en tu dominio y Rafael no podría hacer lo que tú haces. No te preocupes por las cualidades de otros artistas, ni por el tamaño de sus cuadros, pues las tuyas son obras maestras».

## Obras

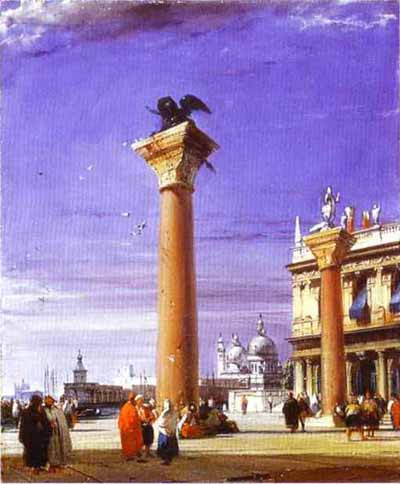
La columna de San Marcos en Venecia, h. 1826-1828, Tate.

Los cuadros de Bonington se conservan, sobre todo, en museos de Francia como el Louvre y de Gran Bretaña, como el City Museum y la colección Wallace, de Londres, así como la Art Gallerie de Nottingham.
- Mademoiselle Rose, 1821, Colección particular, París.
- La catedral y el muelle de Ruan, h. 1822, Museo Británico
- Abadía de San berlin, cerca de San Omer (Abbey of St. Berlin, near St. Omer), 1823, óleo sobre lienzo, City Museum and Art Gallery, Nottingham
- Río francés con barcos de pesca (French River Scene with Fishing Boats), 1824, acuarela sobre papel, Thomas Agnew & Sons Ltd., Reino Unido
- Frente a la costa inglesa (At the Englisg Coast), 1825, acuarela sobre papel, Szepmuveseti Muzeum, Budapest, Hungría.
- Vista de la Costa de Normandía, 1825, Museo del Louvre, París
- Arriate de Agua de Versalles (Parlerre d'eau a Versailles), 1826, óleo sobre lienzo, Museo del Louvre, París.
- Costa de Picardía, 1826, Ferens Art Gallery, Kingston upon Hull
- Monumento al Colleone, 1826
- Escena de playa en Normandía (Beach in Normandy), h. 1826-1827, óleo sobre lienzo, Tate Gallery, Londres
- La columna de San Marcos en Venecia (St. Mark's Column in Venice), h. 1826-1828, óleo sobre lienzo, Tate Gallery, Londres
- El palacio del Dogo, Venecia (The Doge's Palace, Venice), 1827, óleo sobre lienzo, Colección Wallace, Londres
- Francisco I y la duquesa de Etampes (Francis I and the Duchess of Etampes), 1828, óleo sobre lienzo, Museo del Louvre, París.
- Mazarino y Ana de Austria, Museo del Louvre